# La Cenicienta (Rossini)
La Cenicienta, o la bondad triunfante (título original en italiano, La Cenerentola, ossia la bonta in triunfo) es un drama jocoso en dos actos con música de Gioachino Rossini y libreto en italiano de Jacopo Ferretti, basado en el cuento de hadas La cenicienta de Charles Perrault. La ópera se estrenó en el Teatro Valle de Roma el 25 de enero de 1817.
Rossini compuso La Cenicienta cuando tenía 25 años de edad, tras el éxito de El barbero de Sevilla el año antes. Se considera que La Cenicienta, que terminó en un período de tres semanas, contiene algunas de sus mejores composiciones para voz sola y conjuntos. Rossini ahorró algo de tiempo reutilizando una obertura de La gazzetta y parte de un aria de El barbero de Sevilla y haciéndose con un colaborador, Luca Agolini, quien escribió los recitativos secco y tres números ("Vasto teatro è il mondo" de Alidoro, "Sventurata! Mi credea" de Clorinda y el coro "Ah, della bella incognita"). La edición facsímil del autógrafo tiene un aria diferente para Alidoro, "Fa' silenzio, odo un rumore"; esto parece que fue añadido por una mano anónima para una producción de 1818. Para una reposición en el año 1820 en Roma, Rossini escribió un reemplazo de bravura, "La, del ciel nell'arcano profondo". La obertura ligera y enérgica ha quedado en el repertorio estándar desde su estreno como La Cenicienta.

## Historia

### Composición
Rossini compuso esta ópera a los 25 años de edad, en tan solo tres semanas. El empresario del Teatro Valle, rival del Teatro Argentina donde fue estrenada Il barbiere di Siviglia, contrató a Rossini para componer una ópera un año después del éxito de aquella. Al principio se barajó la posibilidad de utilizar un libreto de Gaetano Rossi (libretista de Semiramide), pero finalmente se decidió crear uno nuevo. El libreto más que basado en el cuento de Charles Perrault, se basa en otra ópera, compuesta por Stefano Pavesi y llamada Agatina, o La virtù premiata, que se estrenó en Milán, apenas tres años antes, el 14 de abril de 1814.

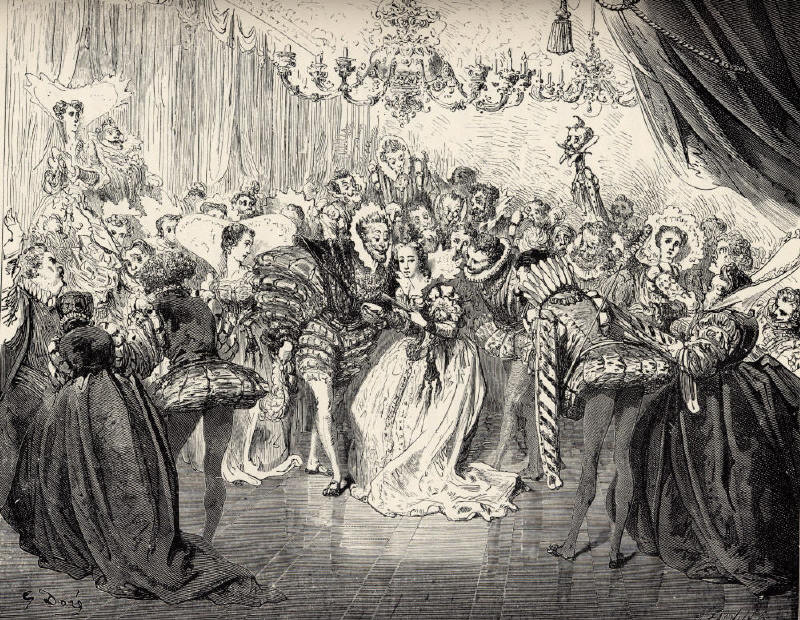
Cenicienta en el baile, ilustración del cuento de Perrault, de Gustave Doré, en una edición de 1897.

Llaman poderosamente la atención las diferencias con el cuento de hadas tradicional de Perrault, siendo el más notable que se sustituye el hada madrina por un hombre de carne y hueso, coincidiendo con los requerimientos que impuso Rossini al libretista: no debían utilizarse elementos sobrenaturales. Esta solución no mágica (a diferencia de la fuente original) se debe a las obvias limitaciones en los "efectos especiales" disponibles.
Incluye algunos de los más difíciles pasajes de la literatura rossiniana, entre ellos el rondó final del personaje de Angelina (La Cenicienta) donde cuenta que ya no habrá más llanto ni sufrirá junto al fuego de la cocina "Nacqui all' affanno...non piú mesta"

### Representaciones
Fue estrenada en el Teatro Valle de Roma el 25 de enero de 1817, siendo director de orquesta el propio compositor.
Al igual que Il barbiere, La Cenerentola fue recibida con cierta hostilidad durante el estreno, pero rápidamente se convirtió en un éxito en Italia y en el extranjero. En España se estrenó en el 18 de abril de 1818, en el Teatro de la Santa Cruz de Barcelona; llegó a Lisboa en 1819, Londres en 1820 y a Nueva York en 1826. Durante todo el siglo XIX su popularidad rivalizó con la del Barbero, pero poco a poco fue saliendo del repertorio por las escasas voces contralto de coloratura que había, voz para la que se escribió el papel en origen.
En 1950 las italianas Giulietta Simionato y Fedora Barbieri lo cantaron. Desde los años sesenta en adelante, conforme Rossini disfrutaba de un renacimiento, una nueva generación de mezzosopranos y contraltos rossinianas aseguraron la renovada popularidad de la obra. A partir de los años 70 del siglo XX surgió una nueva generación de mezzosopranos que acometieron el papel principal, Marilyn Horne, Teresa Berganza, Lucia Valentini Terrani, Frederica von Stade, Cecilia Bartoli y Jennifer Larmore. Actualmente Joyce DiDonato, Magdalena Kozena y Elina Garanca son las mejores exponentes del papel.
Hay una serie de grabaciones de la ópera, y, como un hito del repertorio operístico estándar, aparece con el número 29 en la lista Operabase de las óperas más representadas en todo el mundo, la decimoctava en Italia y la segunda de Rossini, después de El barbero de Sevilla.

## Personajes
| Personaje                                                | Tesitura     | Reparto el 25 de enero de 1817 Director: Gioachino Rossini |
| -------------------------------------------------------- | ------------ | ---------------------------------------------------------- |
| Angelina, apodada Cenerentola, hijastra de don Magnífico | contralto    | Geltrude Righetti                                          |
| Don Ramiro, príncipe de Salerno                          | tenor        | Giacomo Guglielmi                                          |
| Don Magnifico, barón de Montefiascone                    | bajo buffo   | Andrea Verni                                               |
| Dandini, sirviente de don Ramiro                         | barítono     | Giuseppe De Begnis                                         |
| Alidoro, filósofo y tutor de don Ramiro                  | bajo         | Zenobio Vitarelli                                          |
| Clorinda, hija de don Magnífico                          | soprano      | Caterina Rossi                                             |
| Tisbe, hija de don Magnífico                             | mezzosoprano | Teresa Mariani                                             |
| Servidumbre del palacio de Don Ramiro.                   |              |                                                            |

## Argumento
En esta variación de la historia tradicional de Cenicienta, la malvada madrastra es sustituida por un padrastro, Don Magnífico. El Hada madrina es reemplazada por Alidoro, un filósofo y tutor del príncipe. La cenicienta fue descubierta no por su zapato de cristal, sino por su brazalete.
Tiempo: Finales del siglo XVIII – principios del siglo XIX
Lugar: Salerno (Italia)

### Acto I
En un salón del decadente castillo de don Magnifico
Angelina (la "Cenicienta") se ve obligada a trabajar como doncella en la arruinada casa de su padrastro Don Magnífico. Sus dos hijas, Clorinda y Tisbe, se prueban trajes y joyas y se pavonean frente al espejo. Angelina canta una melancólica balada sobre un rey que encontró a su esposa entre la gente corriente (Una volta c'era un re). Aparece Alidoro, preceptor del príncipe don Ramiro, disfrazado de mendigo, para espiar a las tres hermanas. Pide un poco de limosna, pero es insultado por Clorinda y Tisbe que quieren echarlo: Cenicienta le ofrece pan y café y Alidoro le da las gracias. Así capta el comportamiento de las tres para señalárselo después al príncipe: de hecho, el príncipe busca esposa. Después de ser cuidado por Angelina y maltratado por Clorinda y Tisbe, Alidoro se va, mientras llegan los cortesanos y anuncian la próxima legada del príncipe Ramiro. Don Magnífico entra en escena, despertado por sus hijas (Miei rampolli femminili), que le advierten sobre la llegada del príncipe: el padre recomienda a sus dos hijas que se comporten y vistan bien. De repente, llega el príncipe Ramiro, disfrazado como su propio criado para observar a las mujeres sin que ellas lo sepan. De hecho se ha cambiado la vestimenta con las de su servidor Dandini. Inmediatamente admira a Cenicienta y a ella también le gusta él (Un soave non so che). Entonces entra Dandini (Come un'ape nei giorni d'aprile), seguido por la familia. Ni don Magnífico ni las tres hermanas son conscientes del cambio de persona. La cenicienta se va cuando la llaman sus hermanastras. Entra Don Magnífico y Ramiro le dice que el príncipe llegará pronto. El "príncipe" es en realidad Dandini, el criado de Ramiro disfrazado. Las hermanastras llegan y halagan a Dandini, quien las invita a un baile en el palacio real. Angelina le pregunta si puede ir a la fiesta, dado que todos van. Pero don Magnífico dice desdeñosamente que ella no puede acompañarlos al baile. Antes de marcharse, Ramiro nota que tratan mal a Cenicienta. Su tutor, Alidoro, que antes había estado en la casa, disfrazado de mendigo, llega aún luciendo sus harapos y pregunta por la tercera hija de Don Magnífico. Magnífico niega que ella viva aún. Alidoro, al verla, decide ayudarla (Là del ciel nell'Arcano profondo, de Rossini, con la que sustituyó, providencialmente, la modesta aria compuesta originariamente por Agolini, Vasto teatro è il mondo). Lo acompañará a él al baile. Arroja sus ropas de mendigo y se identifica como miembro de la corte de Ramiro, diciéndole que el cielo recompensará su corazón puro.
Las hermanastras y Don Magnífico llegan al palacio del príncipe Ramiro con Dandini, aún disfrazado del príncipe. Dandini ofrece a Magnífico una visita a la bodega, esperando emborracharlo. Entonces se desentiende de la familia y le dice a Ramiro que las dos hermanas son estúpidas. Ramiro queda confundido, pues Alidoro ha hablado bien de una de las hijas de Magnífico. Clorinda y Tisbe entran, y Dandini ofrece a Ramiro como pareja de una de ellas. Creyendo que él es un simple criado, ellas lo rechazan. Alidoro anuncia la llegada de una dama desconocida con un velo (Cenicienta). Entra la joven desconocida. Es Angelina, disfrazada, que ha venido a participar en el baile, vestida espléndidamente por Alidoro. Tisbe y Clorinda encuentran una cierta semejanza con su hermanastra. También el padre se da cuenta, pero sus ideas son desmentidas. Dandini invita a todos a la mesa, pero la atmósfera es extraña: sienten que están en un sueño pero al borde de ser despertados con sorpresa (... ho paura che il mio sogno vada in fumo a dileguar!).

### Acto II
Don Magnífico, Clorinda y Tisbe están en una habitación del palacio de Ramiro. Magnífico se preocupa por la mujer desconocida que amenaza la oportunidad de sus hijas de que alguna de ellas se case con el príncipe Ramiro. Don Magnífico reconoce en la misteriosa dama velada a la Cenicienta, todavía está seguro de que el príncipe elegirá a Clorinda o Tisbe, y revela a sus hijas que, apropiándose del patrimonio de Angelina, lo ha malgastado por permitirles vivir en el lujo. Los tres se marchan y entra Ramiro, encantado con la mujer desconocida que se parece a la joven que ha encontrado por la mañana. Se esconde cuando llega Dandini con Cenicienta; esta, fastidiada porque Dandini busca seducirla, revela que está enamorada del paje. Ramiro está fuera de sí por la alegría, se adelanta y le declara su amor, entonces ella se marcha dándole uno de una pareja de brazaletes y diciendo que si él realmente se preocupa por ella, la encontrará. Ramiro, después de la fuga de la Cenicienta, anuncia que la encontrará (Sì, ritrovarla io giuro). Animado por Alidoro, Ramiro reúne a sus hombres para buscarla.
Mientras tanto, Dandini confiesa a don Magnífico que él es, en realidad, el criado del príncipe (Un segreto d'importanza), lo que provoca la indignación del barón y Dandini le expulsa del palacio.
En casa de Magnífico, Cenicienta, de nuevo vestida de harapos, atiende el fuego y recuerda el momento mágico vivido en la fiesta, y admira el brazalete. Llegan don Magnífico y sus hijas, de mal humor, y ordenan a Cenicienta que les prepare la cena. Estalla una tormenta y la carroza del príncipe (a causa del mal tiempo, y de Alidoro) se rompe delante de la casa. Ramiro y Dandini entran y piden hospitalidad. Don Magnífico, que piensa aún de hacer que se case con una de las hijas al príncipe, ordena a la Cenicienta que de la silla real al príncipe, y Angelina se la da a Dandini, sin saber que él no es el príncipe. El barón señala a Ramiro, quien reconoce su brazalete y la pareja queda reunida (Siete voi... questo è un nodo avviluppato). Don Magnífico, Clorinda y Tisbe están furiosos y amenazan a Angelina (Donna sciocca! Alma di fango!). Enfadado por su crueldad con Cenicienta, Ramiro anuncian venganza y terribles castigos, pero Cenicienta le pide al príncipe, ya prometido suyo, y le dice que la sua vendetta sarà il loro perdono ("su venganza será el perdón"). Llega Alidoro, todo contento por la suerte de Angelina. Clorinda se siente ofendida por las palabras del viejo, pero Tisbe prefiere aceptar la hermana como princesa.
En el salón del trono del palacio de Ramiro, Magnífico intenta obtener el favor de su hijastra, la nueva princesa, pero ella sólo quiere que la reconozcan como su hija. Cenicienta le pide al príncipe que perdone a Magnífico y las dos hermanastras. Su padre y las hermanastras la abrazan y ella declara que sus días de atender al fuego han acabado (rondò Nacqui all'affanno).

## Instrumentación
La partitura de Rossini prevé el uso de:
- 2 flautas (también flautines), 2 oboes, 2 clarinetes, 2 fagotes.
- 2 trompas, 2 trompetas, trombón
- Cuerdas.

Para los recitativos secos:
- pianoforte (violonchelo y contrabajo ad libitum)

## Estructura de la ópera
- Sinfonía (tomada de La gazzetta)

### Acto I
- 1 Introducción No no no, non v'è (Clorinda, Tisbe, Angelina, Alidoro, Coro)
- 2 Cavatina Miei rampolli femminili (Don Magnífico)
- 3 Dúo Un soave non so che (Ramiro, Angelina)
- 4 Coro y Cavatina Scegli la sposa y Come un'ape nei giorni d'aprile (Coro, Dandini)
- 5 Quinteto Signor, una parola (Angelina, Don Magnífico, Ramiro, Dandini, Alidoro)
- 6 Aria Là dal ciel nell'arcano profondo (Alidoro)
- 7 Final I Conciossiacosache (Coro, Don Magnífico, Ramiro, Dandini, Clorinda, Tisbe, Alidoro, Angelina)

### Acto II
- 8 Aria Sia qualunque delle figlie (Don Magnífico)
- 9 Recitativo y Aria E allor...se non ti spiaccio y Sì, ritrovarla io giuro (Ramiro, Coro)
- 10 Dúo Un segreto d'importanza (Dandini, Don Magnífico)
- 11 Canción Una volta c'era un re (Angelina)
- 12 Temporal
- 13 Sexteto Siete voi? (Ramiro, Angelina, Clorinda, Tisbe, Dandini, Don Magnífico)
- 14 Coro y Rondò Della fortuna instabile y Nacqui all'affanno (Coro, Ramiro, Angelina, Don Magnífico)

### Piezas compuestas por Luca Agolini para la primera representación
- 6 Aria Vasto teatro è il mondo (Alidoro)
- 7bis Introducción Ah, della bella incognita (Coro)
- 13bis Aria Sventurata! Mi credea (Clorinda)

## Piezas destacadas
- Sinfonía

### Acto I
- "Una volta c'era un re", canción de Cenerentola.
- "Miei rampolli femminini", cavatina de Don Magnífico.
- "Un soave non so che", dúo de Ramiro y Angelina.
- "Come un'ape ne' giorni d'aprile", cavatina que marca la entrada de Dandini.
- "Mi par d'essere sognando", concertante final.

### Acto II
- "Si, ritrovarla io giuro", aria del príncipe Ramiro.
- "Un segreto d'importanza", dúo bufo de Dandini y Magnífico con sillas.
- "Una volta d'era un re", triste canción de Angelina.
- "Questo è un nodo avvilupato", sexteto con Ramiro, Angelina, Clorinda, Tisbe, Dandini y Don Magnífico. Ha sido utilizado por Pascal Roulin en la película L'Opéra Imaginaire, una especie de dibujos animados parecido a Fantasía de Disney pero con arias de ópera.
- "Nacqui all'affanno... Non piu mesta", rondó final con coro, Ramiro, Angelina y Don Magnífico; Rossini tomó su melodía de El barbero de Sevilla, precisamente en el [[ron "Ah! il più lieto, il più felice" del conde de Almaviva.

## Grabaciones
| Año  | Elenco: Angelina, Clorinda, Tisbe, Don Ramiro, Dandini, Don Magnífico                                         | Director, Teatro de ópera y orquesta | Discográfica:                                                |
| ---- | --- | --- | ------------------------------------------------------------ |
| 1963 | Giulietta Simionato, Dora Carral, Miti Truccato Pace, Ugo Benelli, Sesto Bruscantini, Paolo Montarsolo        | Oliviero De Fabritiis, Orquesta y coro del Mayo Musical Florentino | Decca Cat: “Grand Opera” 433 030 - 2                         |
| 1972 | Teresa Berganza, Margherita Guglielmi, Laura Zannini, Luigi Alva, Paolo Montarsolo, Renato Capecchi           | Claudio Abbado, Orquesta Sinfónica de Londres y Coro de la Ópera escocesa | Deutsche Grammophon Cat: 459 488 – 2 (1999)                  |
| 1981 | Frederica Von Stade, Margherita Guglielmi, Laura Zannini, Francisco Araiza, Claudio Desderi, Paolo Montarsolo | Claudio Abbado, Coro y orquesta del Teatro de La Scala | DVD: DG Cat: 073 4096                                        |
| 1988 | Agnes Baltsa, Carole Malone, Felicity Palmer, Francisco Araiza, Ruggero Raimondi, Simone Alaimo               | Neville Marriner, Academia de Saint-Martin-in-the-Fields | Philips Cat: 470 580 – 2 (2002)                              |
| 1992 | Cecilia Bartoli, Fernanda Costa, Gloria Banditelli, William Matteuzzi, Enzo Dara, Alessandro Corbelli         | Riccardo Chailly, Orquesta y coro del Teatro Comunale de Bolonia | Decca Cat: 436 902 - 2                                       |
| 1996 | Jennifer Larmore, Jeannette Fischer, Claire Larcher, Rockwell Blake, Alessandro Corbelli, Carlos Chausson     | Maurizio Benini, Coro y orquesta de la Ópera Nacional de París (Grabación en vídeo de una representación en el Palacio Palais Garnier, París, abril)                                                              | DVD: Encore Cat: DVD 3265                                    |
| 2001 | Sonia Ganassi, Ekaterina Morozova, Sonia Prina, Juan Diego Flórez, Roberto de Candia, Bruno Praticó           | Carlo Rizzi, Orquesta del Teatro Comunale de Bolonia y Coro de Cámara de Praga (Grabación en directo en las representaciones del Rossini Opera Festival de Pésaro, los días 7, 10, 13, 17 y 20 de agosto de 2000) | Rossini Opera Festival Fondazione Cat: 11033 (2001)          |
| 2004 | Joyce DiDonato, Patrizia Cigna, Martina Borst, José Manuel Zapata, Paolo Bordogna, Bruno Praticò              | Alberto Zedda, Orquesta de Südwest Funks Kaisersläutern y Coro de cámara de Praga (Grabación de una representación en el Festival de Wildbad, 13 de noviembre)                                                    | Audio CD: Naxos Records Cat: 8.660191-92                     |
| 2007 | Joyce DiDonato, Cristina Obregón, Itxaro Mentxaka, Juan Diego Flórez, David Menéndez, Bruno De Simone         | Patrick Summers, Coro y orquesta del Teatro Liceo (Barcelona) (Grabación en vídeo de una representación (o de representaciones) en el Teatro Liceo, Barcelona, diciembre)                                         | DVD: Decca Cat: 074 3305 y 074 3333 (Blu-ray)                |
| 2009 | Elīna Garanča, Rachelle Durkin, Patricia Risley, Lawrence Brownlee, Simone Alberghini, Alessandro Corbelli    | Maurizio Benini, Coro y orquesta de la Metropolitan Opera (Grabaciones en audio y vídeo realizada en una representación (o representaciones) en el MET, mayo)                                                     | Audio CD: Celestial Audio Cat: CA 908; DVD: DG Cat: 073 4777 |